# Beffroi de Dixmude
Le beffroi de Dixmude (en néerlandais : Belfort van Diksmuide) est un beffroi attenant à l'hôtel de ville de la ville belge de Dixmude.

## Historique
La première pierre de l'hôtel de ville est posée en 1428. Entre 1567 et 1572, de grandes transformations sont apportées au bâtiment. Sur une peinture de Martinus Hacke de 1716, on peut voir une cour intérieure et une tour de chapelle.
Le bâtiment du troisième hôtel de ville, en style néogothique, est construit entre 1875 et 1880 d'après des plans de l'architecte brugeois Louis de la Censerie, mais lors de la reconstruction (1923) après la Première Guerre mondiale, les architectes reviennent aux éléments architecturaux empruntés au style de la Renaissance flamande régionale. La nouvelle tour du beffroi s'élève dans la cour comme un symbole typiquement flamand et médiéval de la liberté urbaine.
Le beffroi, avec 55 autres beffrois en Belgique et en France, est reconnu au patrimoine mondial de l'UNESCO depuis 1999.